# Chiesa di Santa Maria (San Giuliano Terme)
La chiesa di Santa Maria è un edificio di culto che si trova nella frazione di Pappiana del comune di San Giuliano Terme.

## Storia e descrizione
Consacrata nell'803 dal vescovo di Lucca, alla presenza del vescovo pisano e di messi imperiali, la chiesa fu ricostruita tra il XVI ed il XVII secolo con materiali provenienti dalla chiesa di San Leonardo di Cornazzano (scomparsa) e completamente ristrutturata nel 1861-62, perpendicolare al precedente edificio.
Dell'assetto medioevale resta la facciata con semplice portale architravato e archivoltato, conclusa dal timpano. Nel fianco destro è inserito un architrave scolpito, di incerta provenienza, risalente alla fine dell'XI secolo, eseguito in ambito pisano-lucchese, raffigurante un elaborato tralcio vegetale trattenuto da un uomo ed includente animali reali e fantastici.
L'interno, ad unica aula, mantiene gli interventi ottocenteschi.